# 陳卓逸
陳卓逸（Chen Cho-yi，1985年1月22日—）是一名台灣游泳亞奧運運動員與生物資訊研究學者。前男子游泳全國紀錄保持人，曾任國立臺灣大學游泳校隊隊長，主攻蛙式項目。2007年畢業於國立臺灣大學資訊工程學系，2009年取得該校生醫電子與資訊學碩士學位。其後進入中央研究院擔任研究助理（2009-2012），2014年赴美國匹茲堡大學擔任訪問學者，並於2015年取得臺灣大學暨中央研究院基因體與系統生物學博士學位。2015年任職於美國哈佛大學達納法伯癌症研究中心擔任博士後研究員。2017年返國擔任國立陽明大學生物醫學資訊研究所助理教授，並於2025年升任副教授。
2001年，他在2001年東亞運動會200公尺蛙式項目上游出第四名的成績，並刷新全國紀錄。翌年於法國康城第12屆世界中學生運動會獲得男子100公尺蛙式、200公尺蛙式雙料金牌，獲行政院頒贈中華民國國光體育獎章。同年參加2002年亞洲運動會游泳比賽，在100公尺蛙式獲得第四名，200公尺蛙式則因泳姿違規止步預賽。之後，也成功達成100公尺蛙式奧運B標，代表中華台北參加2004年夏季奧林匹克運動會，最終游出1分3秒94的成績，獲得分組第二，於該項目全部60名選手當中排名第35，未能晉級準決賽。2010年，就讀於臺灣大學博士班期間，他再度入選國手，代表中華台北參加2010年亞洲運動會游泳比賽，惟未能晉級決賽。2011年，獲頒全國大專校院運動會運動精神獎。